# Runa delle Streghe
La Cantica delle Streghe (Witches Rune in originale) chiamata anche, in modo scorretto, Runa delle Streghe (anglicismo inesistente, visto che la parola runa in italiano indica solo la lettera dell'alfabeto runico) è uno dei principali testi sacri della religione wicca. Essa è un brano poetico solitamente recitato e cantato da tutti i partecipanti ai rituali e spesso accompagnato da una Danza a spirale ed usato per innalzare uno dei cosiddetti coni di potere. La Runa delle Streghe fu scritta a due mani da Doreen Valiente e Gerald Gardner ed inserita nel più antico ed originario Libro delle Ombre della tradizione Gardneriana.
La versione originale in inglese è la seguente ed è di Gerald Gardner e di Doreen Valiente. Poi Gardner in seguito ne ha scrisse una versione ridotta che essenzialmente rimuove le invocazioni agli Dei all'inizio e alla fine del canto. I nomi degli Dei spesso venivano cambiati di congrega in congrega a seconda delle loro preferenze.
Eko, Eko, Azarak,
Eko, Eko, Zomelak,
Eko, Eko, Cernunnos,
Eko, Eko, Aradia!
Eko, Eko, Azarak,
Eko, Eko, Zomelak,
Eko, Eko, Cernunnos,
Eko, Eko, Aradia!
Eko, Eko, Azarak,
Eko, Eko, Zomelak,
Eko, Eko, Cernunnos,
Eko, Eko, Aradia!
Darksome night and shining moon,
East, then South, then West, then North,
hearken to the Witch's Run, here we come to call thee forth!
Earth and water, air and fire, wand and pentacle and sword,
work ye unto our desire, hearken ye unto our work!
Cords and censer, scourge and knife, powers of the witch's blade,
waken all ye unto life, come ye as the charm is made!
Queen of Heaven, Queen of Hel, Horned Hunter of the night,
lend your power unto the spell, and work our will by magic rite!
In the earth and air and sea, by the light of moon or sun,
as we do will, so mote it be. Chant the spell and be it done!
Eko, Eko, Azarak,
Eko, Eko, Zomelak,
Eko, Eko, Cernunnos,
Eko, Eko, Aradia!
Eko, Eko, Azarak,
Eko, Eko, Zomelak,
Eko, Eko, Cernunnos,
Eko, Eko, Aradia!
Eko, Eko, Azarak,
Eko, Eko, Zomelak,
Eko, Eko, Cernunnos,
Eko, Eko, Aradia!